# Paphiopedilum papuanum
Paphiopedilum papuanum är en orkidéart som först beskrevs av Henry Nicholas Ridley och Alfred Barton Rendle, och fick sitt nu gällande namn av Louis Otho Otto Williams. Paphiopedilum papuanum ingår i släktet Paphiopedilum och familjen orkidéer. Inga underarter finns listade i Catalogue of Life.